# Финансијска касарна у Купинову
Финансијска касарна у Купинову, месту у општини Пећинци, подигнута је у 18. веку, за потребне граничарске службе, у време Војне границе. С обзиром да је у Купинову тада постојала скела са живим прометом, претпоставља се да су у кући боравили финансијски службеници — цариници. Отуда и назив „Финансијска касарна“.
Представља непокретно културно добро као споменик културе од великог значаја.

## Изглед
Грађена је као приземни објекат, правоугаоне основе, са дворишним трактом. Једноставно је обликована, са високим и стрмим четвороводним кровом који припада типу кровова граничарских објеката. Обрада фасада је скромна, без украса, са уским вратима постављеним на средини главне фасаде и по три прозорска отвора са сваке стране. Честим преправкама фасаде су изгубиле првобитни изглед, а објекат у целини на својој аутентичности.